# 马儿古儿吉思
马儿古儿吉思（1448年—1465年），又作麻儿可儿，号「乌珂克图汗」（羅馬化：ükegtü，意为“坐在驮箱里的”，因其年龄幼小而在出征时放在驮箱里而得名），脱脱不花的幼子，15世纪蒙古君主，第30代蒙古大汗。《草原帝国》認為名字来自基督教圣名圣马尔谷。明朝曾将他和达延汗之后的蒙古大汗称为小王子。
明景泰五年（1454年），篡位者也先被杀，喀喇沁部首领孛来拥立马儿古儿吉思，将瓦剌人驱逐西迁。孛来也被封为太师。马儿古儿吉思只有7岁，权力在孛来手中。明成化元年（1465年），别里古台（成吉思汗的异母弟）后裔毛里孩攻打孛来，马儿古儿吉思在乱军中被孛来属下多豁郎台吉（瘸太子）所杀。毛里孩只好拥立马儿古儿吉思的哥哥脱谷思蒙克为摩伦汗。

### 引用
1. ↑  . Монгол хэлний их тайлбар толь.   [2022-09-21]. （原始内容存档于2021-11-28）. （页面存档备份，存于）
2. ↑  希都日古. . 《中国边疆史地研究》. 2021年, (4)  [2023-02-28]. （原始内容存档于2023-02-28）. （页面存档备份，存于）

### 书目
- 勒内·格鲁塞.  （法语）.
- 班布尔汗.  漢譯. 2009. ISBN 9787508718989 （中文）.（简体中文）

| 前任： 也先 | 蒙古大汗 1455年－1465年 | 繼任： 摩伦汗 |